# Tang Enbo
Tang Enbo (en chino tradicional, 湯恩伯; en chino simplificado, 汤恩伯; pinyin, Tāng Énbó; Wade-Giles, T'ang En-po) (octubre de 1898–29 de junio de 1954) fue un general nationalista en la República de China. Junto con Hu Zongnan y Xue Yue, Tang fue uno de los generales del Kuomintang más temidos y respetados por los japoneses durante la segunda guerra sino-japonesa.

## Biografía
Nacido in 1898 in Wuyi (provincia de Zhejiang), Tang Enbo se graduó en la Academia del Ejército Imperial Japonés, por lo que durante la segunda guerra sino-japonesa era conocedor de las tácticas militares japonesas. Al comienzo de la guerra contra los japoneses, en 1937, no pudo evitar el avance nipón, aunque no fue tanto por su estrategia como por su acuciante falta de soldados, así como material y suministros bélicos. La situación política en la retaguardia de luchas intestinas con otros generales del Kuomintang y, especialmente, los comunistas tampoco ayudan mucho. Por ello, en numerosas ocasiones ignoró las órdenes de su superior, el generalísimo Chiang Kai-shek, para salvar a las tropas bajo su mando de derrotas casi seguras. Aunque en la batalla de Tai'erzhuang (1938) obtuvo una decisiva victoria frente al Ejército Imperial (lo que le garantizó una temible fama entre los japoneses), fue incapaz de frenar los avances japoneses durante la Operación Ichi-Go (1944) que condujo a la pérdida importantes territorios y ciudades, así como graves bajas militares para el Ejército Nacional Revolucionario.
Después de la Segunda Guerra Mundial la lucha contra los comunistas empezó de nuevo y degeneró en una guerra civil. La lucha desde el principio se inclinó a favor de los comunistas, dada la incapacidad del Ejército Nacional Revolucionario y el Kuomintang de conducir eficientemente la guerra, lo que le llevó a cuestionarse la posibilidad de unirse al ejército comunista. En 1949 fue puesto al mando de la Defensa de Shanghái, pero no pudo evitar su caída en manos comunistas ese mismo año. En vistas de la caída de toda china, huyó junto a otros militares a Taiwán, pero Tang cayó enfermó y fue enviado a Tokio para una revisión médica. Moriría el 29 de junio de 1954 durante una operación de cirugía.